# Ядерний магнітний резонанс
Ця стаття присвячена явищу ядерного магнітного резонансу. Якщо вас цікавить ЯМР-спектроскопія, дивіться статтю ЯМР-спектроскопія.
Я́дерний магні́тний резона́нс (ЯМР) — це явище резонансного поглинання радіочастотних хвиль деякими ядрами атомів, що розміщені у зовнішньому магнітному полі. Найчастіше ЯМР досліди проводять на ядрах атомів водню, тобто на протонах, або на ядрах ізотопу вуглецю 13С. На базі ЯМР була розвинута ЯМР-спектроскопія, що дозволяє з великою точністю розрізняти ядра елемента за їхніми властивостями в різному оточенні в молекулі. Ідентифікує структуромінливі сполуки.

## Принципи ЯМР
Ядерний магнітний резонанс виникає за рахунок магнітних властивостей ядер. Ядра, які мають відмінний від нуля спін I, мають також пропорційний до нього магнітний момент.

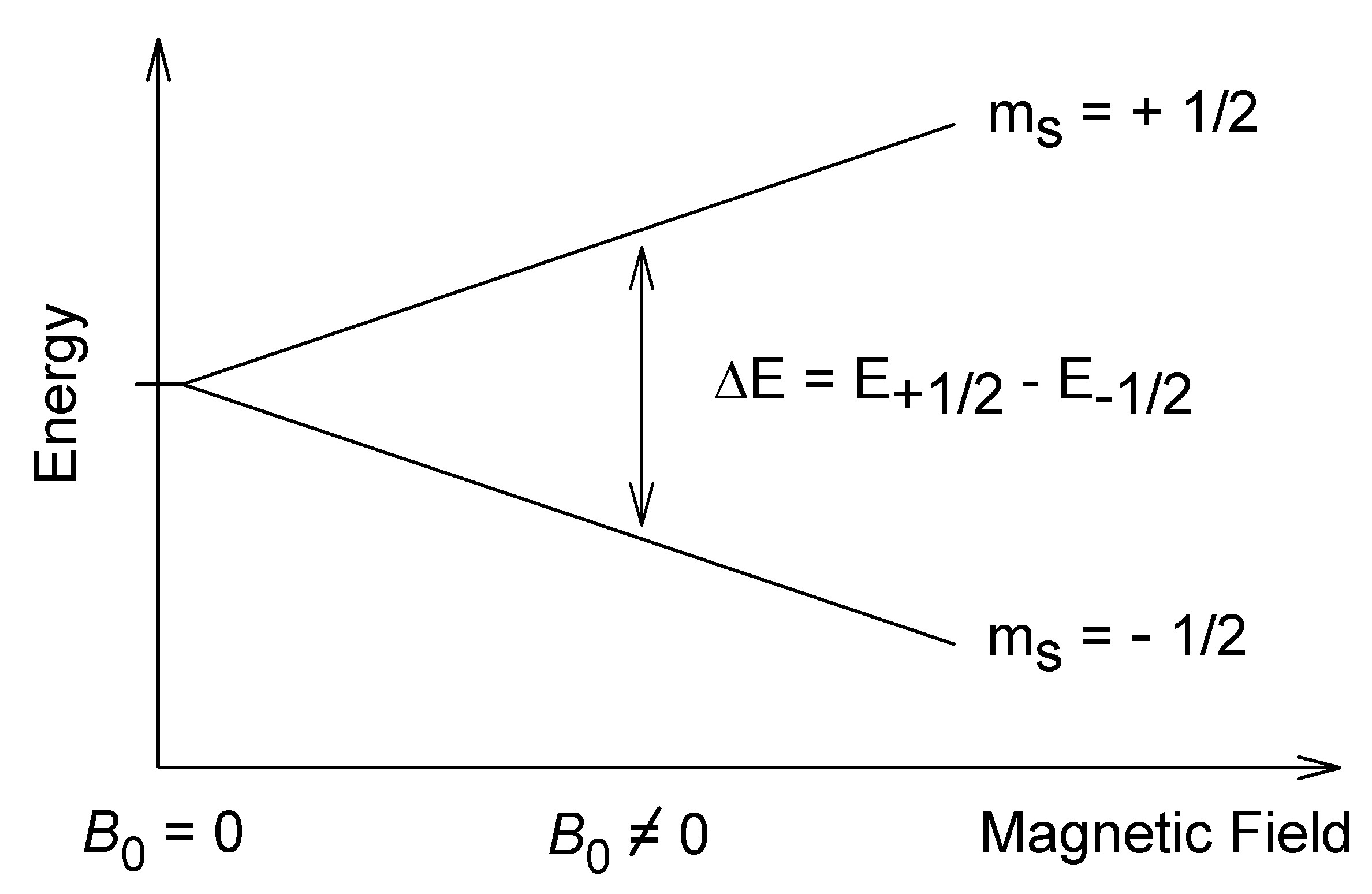
Розщеплення ядерних спінових рівнів в зовнішньому магнітному полі

{\displaystyle \mathbf {\mu } =\gamma \mathbf {I} },
де {\displaystyle \gamma } — це гіромагнітне співвідношення ядра. При накладанні зовнішнього статичного магнітного поля B0 енергія взаємодії ядерних магнітних моментів з полем
{\displaystyle E=-\mathbf {\mu } \mathbf {B} _{0}}
матиме лише дискретні значення. Це пов'язано з тим, що проєкція спіну на вибраний напрямок у просторі (у цьому випадку напрямок поля B0) може приймати лише дискретні значення. В термодинамічній рівновазі заселеність енергетичних рівнів буде різною і визначатиметься згідно з розподілом Больцмана. В результаті система ядер, поміщена в статичне магнітне поле, отримує здатність до резонансного поглинання електромагнітних хвиль радіочастотного діапазону при переходах між енергетичними рівнями. Циклічна частота хвиль {\displaystyle \omega }, що поглинаються, пов'язана з різницею енергій між рівніями {\displaystyle \Delta E} відомим співвідношенням із квантової механіки
{\displaystyle \Delta E=\hbar \omega }.
Пояснення ЯМР дуже подібне до пояснення ефекту Зеємана. У простому випадку системи ізольованих ядер зі спіном 1/2 ЯМР можна пояснити, не вдаючись до квантової механіки.

### Спіновий гамільтоніан
В квантовій механіці поведінка системи описується гамільтоніаном. Знаючи гамільтоніан можна визначити енергетичний спектр системи. Повний гамільтоніан системи спінів, що беруть участь у ЯМР, Hfull має структуру залежну від наявних в цій системі взаємодій. Найчастіше Hfull прийнято поділяти на дві частини одна з яких H описує взаємодію спінів із зовнішнім постійним магнітним полем B0 і взаємодію спінів з оточуючою речовиною а інша Hrf описує взаємодію спінів із зовнішнім змінним магнітним полем Brf(t)=2B1sinωt. Якщо поле B0 прикладене вздовж осі z а поле B1 зорієнтоване перпендикулярно до B0, наприклад, вздовж осі х, то формула для енергії взаємодії ізольованоґо спіну з магнітним полем дозволяє отримати наступний гамілтоніан
{\displaystyle {\hat {H}}_{full}={\hat {H}}+{\hat {H}}_{rf}=-\gamma B_{0}{\hat {I}}_{z}-\gamma 2B_{1}{\hat {I}}_{x}\sin \omega t}.
В останньому виразі Ix і Iz відповідають спіновим операторам, котрих ще часто позначають буквою S. Перший доданок у правій частині описує Зеєманівську взаємодію електрона з постійним маґнітним полем. Його ще часто позначають HZ. Крім того слід зауважити, що в цьому випадку отримується: H = HZ. Зазвичай амплітуда постійного магнітного поля є значно білшою ніж змінного. Це дозволяє розглядати переходи між спіновими енергетичними рівнями на основі теорії збурень.
Гамільтоніан H може мати складнішу форму якщо ядерні спіни взаємодіють не лише із зовнішнім полем, але й між собою. Для системи двох спінів, між якими існує магнітна дипольна взаємодія, гамільтоніан H можна записати у наступній формі
{\displaystyle {\hat {H}}=-\gamma B_{0}{\hat {I}}_{1z}-\gamma B_{0}{\hat {I}}_{2z}+{\frac {D}{r^{3}}}\left({\hat {{\vec {I}}_{1}}}{\hat {{\vec {I}}_{2}}}-3{\frac {\left({\hat {{\vec {I}}_{1}}}{\vec {r}}\right)\left({\hat {{\vec {I}}_{2}}}{\vec {r}}\right)}{r^{2}}}\right)}.
Тут D це константа, яка може бути виражена через фундаментальні фізичні константи. Вектор r з'єднує обидва ядра. В останньому гамільтоніані два перші доданки описують Зеєманівську взаємодію обидвох електронів з постійним магнітним полем а останній доданок відповідає за магнітну дипольну взаємодію між ними. Тому гамільтоніан H можна схематично записати у вигляді H = HZ + HDD, де HDD це гамільтоніан магнітної дипольної взаємодії.

## Історія
Вперше явище ядерного магнітного резонансу, у молекулярних пучках, відкрив в 1938 році Ісидор Рабі, внаслідок чого він був удостоєний Нобелівської премії в 1944 році. У конденсованій речовині ЯМР вперше спостерігали в 1946 році Фелікс Блох і Едвард Перселл (Edward Mills Purcell), які були удостоєні за це Нобелівської премії в 1952 році.

## Застосування
Ядерний магнітний резонанс також знайшов широке застосування в фізиці, біології, медицині, неруйнівному контролі та індустрії. За допомогою ЯМР можна вивчати взаємодію між ядерними магнітними моментами, а також магнітну взаємодію ядер з електронними спінами і орбітальними магнітними моментами. Аналіз ЯМР-спектрів використовується для визначення структури і складу хімічних сполук. Відкриття ЯМР спричинило революцію в методах ідентифікації органічних сполук. Поряд з методом дифракції рентгенівських променів ЯМР використовують для встановлення структури біологічних макромолекул. Цей метод стає особливо важливим коли досліджувана речовина знаходиться в розчині і її не можливо кристалізувати. Побудована на базі ЯМР магнітно-резонансна томографія широко використовується в медицині для дослідження внутрішніх органів і біологічних тканин. За допомогою сучасної ЯМР техніки, що працює в магнітних полях розсіяння, проводяться підповерхневі дослідження. Це дає змогу контролювати процеси виготовлення бетону, сушіння деревини, перевіряти якість автомобільних шин. ЯМР також використовується для дослідження геологічних порід і пошуку нафти та природного газу.

### Спектр ядерного магнітного резонансу
Крива (сигнал) поглинання або першої похідної поглинання енергії електромагнітного поля в області радіочастот, що реєструється за певної резонансної частоти і лінійно змінної (зростаючої або спадної) напруги зовнішнього статичного магнітного поля.

## Дотичні терміни
- Квадрупольна релаксація — в ядерному магнітному резонансі — релаксація, зумовлена взаємодією електричних квадрупольних моментів ядер молекулярної частинки з навколишнім неоднорідним електричним полем.